# 沖縄県道225号伊江島環状線
沖縄県道225号伊江島環状線（おきなわけんどう225ごう いえじまかんじょうせん）は沖縄県国頭郡伊江村東江前を起終点として伊江島内を循環する一般県道。

## 概要

### 路線データ
- 起点：国頭郡伊江村字東江前（沖縄県道180号伊江川平線起点）
- 終点：国頭郡伊江村字東江前（沖縄県道180号伊江川平線伊江港方面交点）
- 総延長：17.53km
- 実延長：17.35km

## 歴史
- 1980年（昭和55年）7月[1]、区間内の村道が県道に昇格・指定される。

## 地理

### 通過する自治体
- 国頭郡伊江村（伊江島）

### 交差する道路
- 沖縄県道180号伊江川平線（起点・終点）
- 沖縄県道181号伊江島空港川平線（伊江村西江前）

### 主要施設
- 米軍伊江島補助飛行場（伊江村西江上）